# El Castell (Oliana)
El Castell d'Oliana és un nucli del municipi d'Oliana, a l'Alt Urgell. És el nucli originari de la vila, del segle x, al voltant del castell d'Oliana del que només en queden restes i l'antiga capella del castell i església parroquial de Sant Andreu del Castell. Va ser abandonat abans del segle xvi.
En el padró a 1-1-2010 hi havia 82 habitants de població disseminada. Es troba al vessant meridional de la serra de les Canals, vora el grau d'Oliana, a l'esquerra del riu Segre, seguint el curs d'aquest riu després de creuar el pont.
El poble del castell va ser abandonat abans del segle xvi traslladant-se els habitants a l'actual població d'Oliana.